# 야구에 산다

《야구에 산다》는 SBS의 스포츠 콘텐츠 유튜브 계정 <스브스스포츠>를 통해 제작 방영하는 야구 심층 분석 프로그램이다.

## 방송 시간
매주 월요일 저녁 6시부터 1시간30분가량 유튜브를 통해 라이브로 방송을 진행한다.
야구계에 중요한 사건이 발생할 경우 '호외'로 긴급 편성되는 경우도 있다.
매주 화요일 오후 6시에는 팟캐스트 SBS 골라듣는 뉴스룸에서도 들을 수 있다.
SBS 골라듣는 뉴스룸은 팟빵, 네이버 오디오클립, 애플 팟캐스트, SBS 뉴스 홈페이지, 고릴라 등의 플랫폼에서 들을 수 있다.

## 진행자
SBS Sports 캐스터 정우영이 '알렉스'라는 애칭으로, SBS 기자 이성훈이 '마낳슈'라는 애칭으로 진행하고 있다.
제 21구 '드래프트 데이' 특집 당시 야구친구 유효상 편집장이 출연했다.

## '폰'터뷰
<폰터뷰>는 한 주간 화제가 된 인물 또는 시청자 댓글로 추천이 가장 많았던 선수를 직접 전화로 연결해 인터뷰를 진행하는 코너다.
실시간으로 진행되기 때문에 팬들이 반응을 선수에게 읽어주기도 하고, 댓글로 올라온 질문을 바로 물어봐주기도 한다.
제작진들은 인터뷰에 출연한 선수가 이후 잘 풀린다고 주장하기도 한다.
| 회차                           | 이름 (소속/포지션)                                         | 내용 바로 듣기                                                                        | 비고               |
| ------------------------------ | ---------------------------------------------------------- | ------------------------------------------------------------------------------------- | ------------------ |
| 제 1구                         | 이신화 작가-정동윤 PD                                      | 스토브리그 그 후... : https://news.sbs.co.kr/news/endPage.do?news_id=N1005746998      | (스튜디오 출연)    |
| 제 2구                         | 김윤식 (LG 트윈스 / 투수)                                  | 내일은 신인왕 : https://news.sbs.co.kr/news/endPage.do?news_id=N1005756304            |                    |
| 제 3구                         | 김지찬 (삼성 라이온즈 / 내야수)                            | 번트 장인이 나타났다 : https://news.sbs.co.kr/news/endPage.do?news_id=N1005768757     |                    |
| 제 4구                         | 이민우 (KIA 타이거즈 / 투수)                               | 선발 에이스 예고 : https://news.sbs.co.kr/news/endPage.do?news_id=N1005774956         |                    |
| 제 5구                         | -                                                          | -                                                                                     | (폰터뷰 없음)      |
| 제 6구                         | 박민우 (NC 다이노스 / 내야수)                              | 쳤다 하면? 안타! : https://news.sbs.co.kr/news/endPage.do?news_id=N1005795322         |                    |
| 제 7구                         | 서재응 (KIA 타이거즈 / 코치)                               | 마운드에 신의 손 : https://news.sbs.co.kr/news/endPage.do?news_id=N1005805842         |                    |
| 제 8구                         | 이흥련 (SK 와이번스 / 포수)                                | 오늘부터 우리흥 : https://news.sbs.co.kr/news/endPage.do?news_id=N1005816870          |                    |
| 제 9구                         | 정현욱 (삼성 라이온즈 / 코치)                              | 마운드 과속 스캔들 : https://news.sbs.co.kr/news/endPage.do?news_id=N1005827614       |                    |
| 제 10구                        | 임기영 (KIA 타이거즈 / 투수)                               | Again 2017 : https://news.sbs.co.kr/news/endPage.do?news_id=N1005838655               |                    |
| 제 11구                        | 박종기 (두산 베어스 / 투수) 전상현 (KIA 타이거즈 / 투수)   | 더블 폰터뷰 데이 : https://news.sbs.co.kr/news/endPage.do?news_id=N1005849226         |                    |
| 제 12구                        | 이성곤 (삼성 라이온즈 / 외야수)                            | 라이징 삼성페이 : https://news.sbs.co.kr/news/endPage.do?news_id=N1005861067          |                    |
| 제 13구                        | 배정대 (KT 위즈 / 외야수)                                  | 중견수는 나의 것 : https://news.sbs.co.kr/news/endPage.do?news_id=N1005872561         |                    |
| 제 14구                        | 이재원 (LG 트윈스 / 외야수)                                | 오른손 거포 떡잎 : https://news.sbs.co.kr/news/endPage.do?news_id=N1005883361         |                    |
| 제 15구                        | 송창식 (한화 이글스 / 투수)                                | 굿바이, 불꽃 투혼 : https://news.sbs.co.kr/news/endPage.do?news_id=N1005893806        |                    |
| 제 16구                        | 정훈 (롯데 자이언츠 / 내야수)                              | 득점권 악마 : https://news.sbs.co.kr/news/endPage.do?news_id=N1005904190              |                    |
| 제 17구                        | 노진혁 (NC 다이노스 / 내야수)                              | (하없노왕) 거포 유격수 : https://news.sbs.co.kr/news/endPage.do?news_id=N1005915133   |                    |
| 제 18구                        | 정해영 (KIA 타이거즈 / 투수)                               | 필승조 갸린이 등장 : https://news.sbs.co.kr/news/endPage.do?news_id=N1005926195       |                    |
| 제 19구                        | 최원준 (두산 베어스 / 투수)                                | 최고다 원준.두산ver : https://news.sbs.co.kr/news/endPage.do?news_id=N1005970782      |                    |
| 제 20구                        | 홍창기 (LG 트윈스 / 외야수) 최원준 (KIA 타이거즈 / 외야수) | 더블 폰터뷰 데이 : https://news.sbs.co.kr/news/endPage.do?news_id=N1005980565         |                    |
| 제 21구                        | 10개 구단 스카우트 담당자                                  | 드래프트 데이 : https://news.sbs.co.kr/news/endPage.do?news_id=N1005992316            | (8분씩 순차 진행)  |
| 제 22구                        | 이승헌 (롯데 자이언츠 / 투수)                              | 5년 안에 다승왕 : https://news.sbs.co.kr/news/endPage.do?news_id=N1006004034          |                    |
| 제 23구                        | 소형준 (KT 위즈 / 투수) 박정수 (NC 다이노스 / 투수)        | 대형준과 포카리정수 : https://news.sbs.co.kr/news/endPage.do?news_id=N1006011142      |                    |
| 제 24구                        | 최채흥 (삼성 라이온즈 / 투수)                              | 따봉채흥아 고마워 : https://news.sbs.co.kr/news/endPage.do?news_id=N1006022179        |                    |
| 제 25구                        | 이승진 (두산 베어스 / 투수)                                | I Luv 박세혁 : https://news.sbs.co.kr/news/endPage.do?news_id=N1006033363             |                    |
| 제 26구                        | 구창모 (NC 다이노스 / 투수)                                | 엔구행 or METEOR : https://news.sbs.co.kr/news/endPage.do?news_id=N1006044735         |                    |
| 제 27구                        | 신민재 (LG 트윈스 / 타자)                                  | LG극장 주연 신민재 : https://news.sbs.co.kr/news/endPage.do?news_id=N1006057897       |                    |
| 제 28구                        | -                                                          |                                                                                       | (폰터뷰 없음)      |
| 제 29구                        | 박민우 (NC 다이노스 / 내야수)                              | 종신NC&종신야산 : https://news.sbs.co.kr/news/endPage.do?news_id=N1006093770          |                    |
| 제 30구                        | -                                                          |                                                                                       | (폰터뷰 없음)      |
| 겨울 특집 프로젝트 : 선수 출연 |                                                            |                                                                                       |                    |
| 제 31구                        | 구창모 (NC 다이노스 / 투수)                                | 구창모 실물영접 : https://news.sbs.co.kr/news/endPage.do?news_id=N1006112261          | (박민우 난입)      |
| 호 외                          | 양의지 (NC 다이노스 / 포수)                                | 양조 가능한가요? : https://news.sbs.co.kr/news/endPage.do?news_id=N1006116087         | (마낳슈 단독진행)  |
| 제 32구                        | 이승진 (두산 베어스 / 투수)                                | 턱걸이 대결 OK? : https://news.sbs.co.kr/news/endPage.do?news_id=N1006124220          |                    |
| 제 33구                        | 소형준 (KT 위즈 / 투수)                                    |                                                                                       |                    |
| 제 34구                        | 김세연 (SBS Sports 아나운서)                               | 알렉스 잡으러 왔세연 : https://news.sbs.co.kr/news/endPage.do?news_id=N1006138104     |                    |
| 제 35구                        | 정우영 (LG 트윈스 / 투수)                                  | 정우영x2 특집 : https://news.sbs.co.kr/news/endPage.do?news_id=N1006145759            |                    |
| 제 36구                        | -                                                          |                                                                                       | (이승엽 출연 불발) |
| 제 37구                        | 진달래 (SBS sports 아나운서)                               | 야산에 핀 진달래 : https://news.sbs.co.kr/news/endPage.do?news_id=N1006168272         |                    |
| 제 38구                        | 강백호 (KT 위즈 / 타자)                                    | '백호'랑이 내려온 날 : https://news.sbs.co.kr/news/endPage.do?news_id=N1006172634     |                    |
| 제 39구                        | 김용일 (LG 트윈스 / 코치)                                  | 트레이닝 혁명가 : https://news.sbs.co.kr/news/endPage.do?news_id=N1006181763          | (임찬규 폰터뷰)    |
| 제 40구                        | 이승엽 (KBO 홍보대사)                                      | 승짱의 리즈시절 : https://news.sbs.co.kr/news/endPage.do?news_id=N1006184947          |                    |
| 제 41구                        | 스프링캠프 특집                                            | 걸프전, 커트실링, 줄재일 : https://news.sbs.co.kr/news/endPage.do?news_id=N1006194771 |                    |
| 제 42구                        | 박준표 (KIA 타이거즈 / 투수조장)                           | 파이리에서 리자몽으로 : https://news.sbs.co.kr/news/endPage.do?news_id=N1006203019    |                    |

| 회차    | 이름 (소속/포지션)                | 내용 바로 듣기                                                                    | 비고               |
| ------- | --------------------------------- | --------------------------------------------------------------------------------- | ------------------ |
| 제 6구  | 무키 베치 (LA 다저스 / 외야수)    | KBO 뉴비팬 : https://news.sbs.co.kr/news/endPage.do?news_id=N1005795322           | (사전 화상 인터뷰) |
| 제 7구  | 구창모 (NC 다이노스 / 투수)       | 제2의 류현진 : https://news.sbs.co.kr/news/endPage.do?news_id=N1005805842         | (사전 대면 인터뷰) |
| 제 8구  | 김태군 (NC 다이노스 / 포수)       | 구창모 공 증언 : https://news.sbs.co.kr/news/endPage.do?news_id=N1005816870       | (사전 전화 인터뷰) |
| 제 9구  | 최원호 (한화 이글스 / 감독대행)   | 감독대행의 파격 행보 : https://news.sbs.co.kr/news/endPage.do?news_id=N1005827614 | (사전 전화 인터뷰) |
| 제 9구  | 구창모 (NC 다이노스 / 투수)       | 5월 MVP 소감 : https://news.sbs.co.kr/news/endPage.do?news_id=N1005827614         | (사전 전화 인터뷰) |
| 제 10구 | 노태형 (한화 이글스 / 내야수)     | 18연패 끝내기 : https://news.sbs.co.kr/news/endPage.do?news_id=N1005838655        | (사전 대면 인터뷰) |
| 제 10구 | 이민호 (LG 트윈스 / 투수)         | 초고속 슬라이더 : https://news.sbs.co.kr/news/endPage.do?news_id=N1005838655      | (사전 대면 인터뷰) |
| 제 13구 | 류현진 (토론토 블루제이스 / 투수) | MLB 시즌 개막 : https://news.sbs.co.kr/news/endPage.do?news_id=N1005872561        | (사전 대면 인터뷰) |
| 제 13구 | 이정후 (키움 히어로즈 / 외야수)   | 콘택트형 장타자 : https://news.sbs.co.kr/news/endPage.do?news_id=N1005872561      | (사전 대면 인터뷰) |
| 제 16구 | 허경민 (두산 베어스 / 내야수)     | 7월 타율 4할 8푼 : https://news.sbs.co.kr/news/endPage.do?news_id=N1005904190     | (사전 대면 인터뷰) |
| 제 17구 | 심종원 (KBO리그 준비생)           | KBO리그 도전 선언 : https://news.sbs.co.kr/news/endPage.do?news_id=N1005915133    | (사전 대면 인터뷰) |
| 제 18구 | 마차도 (롯데 자이언츠 / 내야수)   | 본인피셜 수비 TOP5 : https://news.sbs.co.kr/news/endPage.do?news_id=N1005926195   | (사전 대면 인터뷰) |
| 제 27구 | 이승엽 (SBS 해설위원)             | 승짱이 가을현수에게 : https://news.sbs.co.kr/news/endPage.do?news_id=N1006057897  | (전화 인터뷰)      |

## 프로그램 명
《야구에 산다》는 SBS에서 방영된 드라마 '스토브리그' 극중 기자 김영채가 진행하는 TV 프로그램명을 그대로 가져온 것이라고 한다.
김영채 역을 맡은 배우 박소진의 출연을 희망하는 중이다.